# Trent Strickland
Christopher Trent Strickland Jr. (East Flat Rock, 22 april 1984) is een Amerikaans voormalig basketballer.

## Carrière
Strickland speelde collegebasketbal voor de Wake Forest Demon Deacons van 2002 tot 2006. Een blessure zorgde ervoor dat hij pas in 2007 aan profbasketbal kon beginnen. Hij speelde een aantal wedstrijden in Argentinië bij Estudiantes de Bahía Blanca. In 2007 speelde hij voor de Austin Toros in de NBA Development League. Hij speelde daarna voor de Rio Grande Valley Vipers twee seizoenen. In 2009 tekende hij bij het Cypriotische AEK Larnaca waar hij in maart 2010 vertrok. Hij speelde in 2009 voor de Dallas Mavericks in de NBA Summer League. Hij tekende in maart bij het Belgische Antwerp Giants en speelde ook het volgende seizoen voor hen.
In december 2011 tekende hij bij de Canton Charge uit de NBADL waar hij het seizoen 2011/12 deels doorbracht. Hij speelde dat seizoen ook drie wedstrijden bij de Los Angeles D-Fenders. Hij zou daarna nog kort spelen bij het Canadese London Lightning.